# Entedon yichunicus
Entedon yichunicus är en stekelart som beskrevs av Yang 1996. Entedon yichunicus ingår i släktet Entedon och familjen finglanssteklar. Inga underarter finns listade i Catalogue of Life.